# Thelotrema obconicum
Thelotrema obconicum är en lavart som beskrevs av Räsänen 1949. Thelotrema obconicum ingår i släktet Thelotrema och familjen Thelotremataceae.   Inga underarter finns listade i Catalogue of Life.